# Acacia pedicellata
Acacia pedicellata är en ärtväxtart som beskrevs av George Bentham. Acacia pedicellata ingår i släktet akacior, och familjen ärtväxter. Inga underarter finns listade i Catalogue of Life.